# Baublis
Baublis – około 1000-letni dąb wspomniany przez Adama Mickiewicza w Panu Tadeuszu, w którego pniu poeta, filolog i historyk Dionizy Paszkiewicz (lit. Dionizas Poška) założył muzeum. Dąb ten rósł w Bordziach na Żmudzi. Został ścięty w 1812 roku.
Nazwę Baublis nadawano na Żmudzi starym dębom otaczanym czcią religijną. Wierzono, że w określone dni wydobywał się z nich głos przepowiadający przyszłość.

## Historia dębu
Encyklopedia Staropolska w haśle „Dąb” (w 1900 roku) podaje:

Co się tyczy dębów słynnych w nowszych czasach swoim ogromem i starością, to pierwszeństwo ma przed innymi żmudzki „Baublis”. Nazwę taką nosił olbrzymi dąb w majętności Bordziach w pow. Rosieńskim na Żmudzi. Przypuszczano, że miał przeszło tysiąc lat wieku i że już za czasów pogańskich uważany za święte drzewo, odbierał cześć Żmudzinów. To pewna, że Żmudzini i Łotysze stare a wypróchniałe dęby uważali do naszych czasów jako mieszkania duchów, którym jeszcze niedawno znoszono tam ofiary. Baublis był majestatycznym podobnego drzewa okazem. W r. 1811 miał już gałęzie po większej części suche, a listki na innych małe i jakby zwiędnięte. Gdy przez pastucha podpalony został, właściciel w obawie, żeby bez śladu nie zniknął, ściął go w r. 1812. Dziesięciu ludzi cały dzień pracowało nad jego powaleniem. Pień miał obwodu łokci litewskich 19 i cali 6, średnicy przy ziemi łokci 7, wyżej 5½. Sprowadzoną kłodę na 6 łokci wysoką, wypróchniałą w środku, ustawił Dyonizy Paszkiewicz w ogrodzie, pod cieniem rozłożystego dębu i zrobił z niej altanę, mającą obwodu łokci 13 i cali 5, poświęciwszy ją na zachowanie zebranych pamiątek. Rozwiesił w niej zbroje, wykopaliska z mogił żmudzkich i portrety znakomitych rodaków, ustawił też śmigownicę z czasów szwedzkich. Dziesięć osób mogło we wnętrzu tego pnia usiąść wygodnie, a gdy r. 1812 wkroczyła armja Napoleona I, wojskowi rozmaitych narodowości oglądali z podziwem pień olbrzyma, zapewniając, że nie widzieli nigdy dębu takiej wielkości.

Adam Mickiewicz w notach autorskich do Pana Tadeusza również wspomina, że w czasach pogańskich dąb ten był czczony jako świętość.
Dąb, o obwodzie pnia 12,5 metra, rósł na górze Wiśniowej na terenie majątku należącego do Dionizego Paszkiewicza. 
Drzewo u podstawy miało wielkie próchnowisko powodujące, że miało puste wnętrze. Usychające drzewo Dionizy kazał ściąć, pociąć na trzy części i największą część przetoczyć w pobliże swojego domu, znajdującego się na obecnej granicy między wsiami Poškakaimis (nazwanej po II wojnie światowej na cześć pisarza) i Bijotai (nazwanej na cześć Beaty Paszkiewicz, XVI-wiecznej właścicielki majątku). Dionizy zrobił z tej części altankę, którą przykrył strzechą, wyciął w ścianach okna i zamontował drzwi. Urządził tu małe muzeum, w którym przechowywał swoje zbiory i biblioteki.
Inną część pnia Baublisa, mieszczącą 10 osób, Paszkiewicz podarował w 1813 roku biskupowi żmudzkiemu Józefowi Arnulfowi Giedroyciowi, który ustawił go w swoim majątku Nowotrzeby koło Ejragoły, gdzie stoi on do dziś.
W tafli drzwi swojej altanki Paszkiewicz własnoręcznie napisał w 1812 roku po polsku tekst:

Dębie Móy luby. Dębie móy kochany,
Milsze mi Twoje niż pałaców Ściany,
Tyś w smutney chwili iedyną Pociechą,
Jam wtenczas wesół, kiedy pod twą Strzechą.
Jam ten Ogródek mą Ręką sadził,
Przy swojej Chatce (Chacie) na własnej Grzędzie,
Jam Ciebie Dębie stawił wygładził
Powiedz Przychodniu choć mnie niebędzie.
Baublis do następnych Dziedziców
Móy Matuzalem równy wiek Lata
On był Jedynak a ja mam Brata
Jednego wieku z iedney pnia Sztuki
W Gaju co widzisz nasze prawnuki
Lecz Matuzala w rok mole zryli
A My Lat ze sto będziemy żyli
Jeżeli będą Dziedzice baczni
Jeśli nie głupce i nie dziwaczni
Jeśli pod dachem nie zmoczą Deszcze
To Lat kilkaset przeżyiem ieszcze
Roku 1812 Dionizy Paszkiewicz
Po renowacji obiektu dokonanego w latach 20. XX wieku napis pozostał na swoim miejscu. Obecnie wymaga ponownej konserwacji, jest trudno czytelny.
W „Dzienniku Litewskim”  w tomie III z 1823 roku pisano:

Wiadomo uczonym, że P. Dyonizy Paszkiewicz, […], miłości zabytków krajowych powodowany, znaczną ich liczbę zebrał. Dwa pnie dębów, niezwyczayney wielkości, są mieyscem, na skład ich przeznaczoném. Oba dęby, u spodu i góry, tak cięte, że wysokość ich sześciu łokci, dochodzi, postawione są napomoście, i dachem, nakształt altan pokryte, z boku drzwi i okna mają. Pod oknem, wewnątrz jednego z tych dębów, postawiony jest stolik i przyprawiona ławka, na którey cztery osoby siadać mogą. Wewnętrzna tego dębu przestrzeń, do piętnastu osób, obok stojących, obeymować może. Dla niezwyczayney tego dębu wielkości, nie bez przyczyny domyślają się, że w wiekach bałwochwalstwa Litwy, pod jego gałęźmi bożyszcza stawiano. Ciekaw by wiedzieć: gdzie ten dąb zrąbany? kiedy i w jakiey postaci dostał się P. Paszkiewiczowi? […] Osobliwości, w dębach tych złożone, są to rzeczy z prywatnych muzeów zebrane: ale znakomitszą ich część stanowią wydobyte z Grobow Olbrzymich [czyli kurhanów].

W 1818 roku wileńskie Towarzystwo Szubrawców wyśmiało Paszkiewicza (w numerze 101 Wiadomości Brukowych) za ten pomysł, ale w związku z ogromnym zainteresowaniem mikromuzeum sam Paszkiewicz opisał je, wraz z historią drzewa, w 1826 roku w artykule w tomie IV Dziennika Warszawskiego.
W pobliżu pnia Baublisa Paszkiewicz postawił mniejszy pień, również wydrążony w środku, innego wielkiego dębu, zwanego „Bratem Baublisa”. Z trzeciego, najmniejszego fragmentu pnia zbudowano kapliczkę.
Po śmierci Dionizego w 1830 roku część kolekcji, zgodnie z wolą twórcy, została przekazana Uniwersytetowi Wileńskiemu, jednak później zaginęła. W czasie I wojny światowej nastąpiło dalsze rozproszenie pozostałych zbiorów. W 1924 roku ocalałe fragmenty zbiorów zdeponowano, na polecenie Litewskiej Komisji Archeologicznej, w muzeum seminarium nauczycielskiego w Taurogach, natomiast po 1945 roku zbiory te przekazano do muzeum w pobliskich Szawlach.
Pień Baublisa i jego brata zachowały się do czasów współczesnych. W 1930 roku, w 100-lecie śmierci pisarza usypano tu dwa kopce z dwoma kamiennymi pomnikami na ich szczytach: jeden poświęcony pisarzowi, drugi – księciu Witoldowi. Muzeum zostało odnowione, zgromadzono nowe eksponaty, pnie zostały zakonserwowane i przykryte nowymi daszkami. Po II wojnie światowej część wsi na północ od dębowej altanki przekształcono w osobną wieś, którą nazwano Poškakaimis, na cześć pisarza. Muzeum ponownie otwarto w 1947 roku.
W 1971 roku obie dębowe altanki obudowano szklanymi pawilonami. Autorami projektu byli Meilė Lagunavičienė i Vytautas Gabriūnas. Z pierwotnych zbiorów pozostały tu: m.in. kule armatnie i kości kopalnego wieloryba. Miejsce to ma od 1993 roku status pomnika w litewskim rejestrze zabytków.
W dniu 3 czerwca 2010 roku Prezydent Republiki Litewskiej dekretem nr 1K-383 zatwierdził herb wsi Bijotai (na terenie której stoi altana Paszkiewicza), w którego polu jest pień Baublisa przykryty gontem.
Muzeum w dębie Baublis uznane jest przez badaczy litewskich za pierwsze litewskie muzeum starożytności.

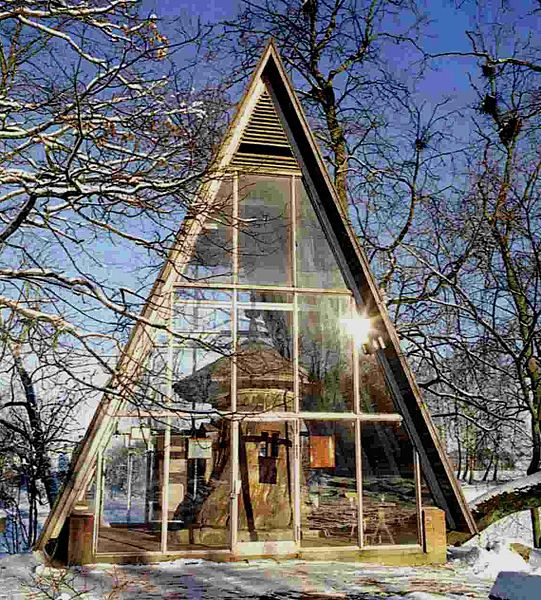
Pawilon, w którego wnętrzu znajduje się mikromuzeum w pniu Baublisa, 2006

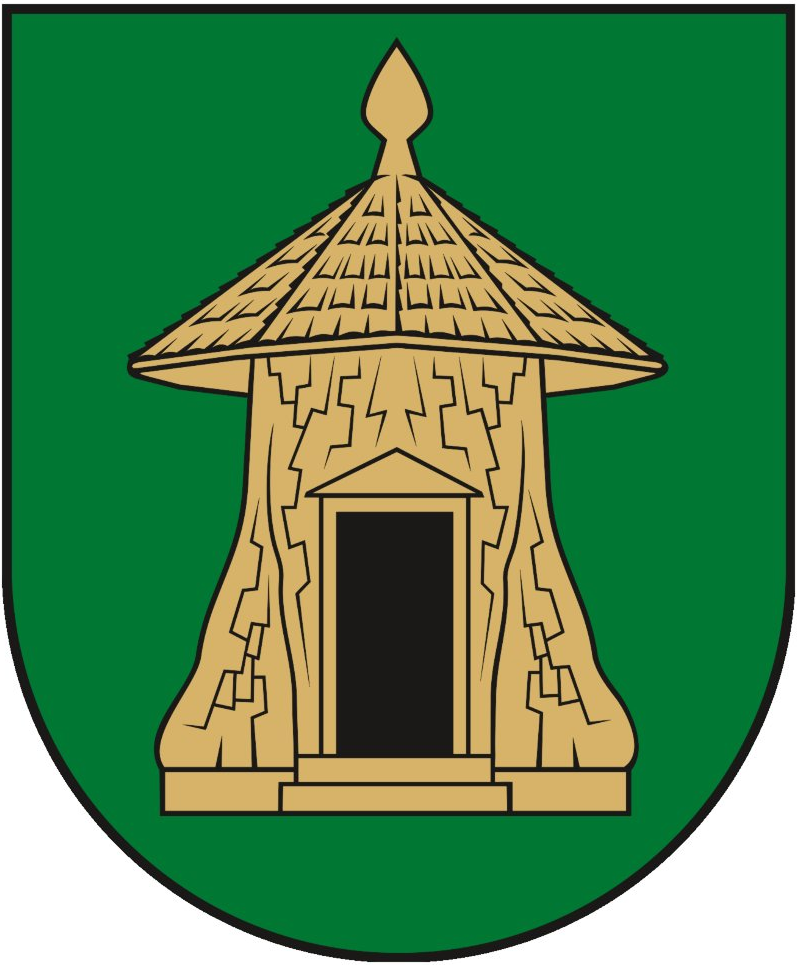
Herb wsi Bijotai

## Dąb Baublis w literaturze polskiej
Adam Mickiewicz w IV księdze Pana Tadeusza wspomina drzewa na Litwie:
Drzewa moje ojczyste! Jeśli Niebo zdarzy,
Bym wrócił was oglądać, przyjaciele starzy,
Czyli was znajdę jeszcze? czy dotąd żyjecie?
Wy, koło których niegdyś pełzałem jak dziecię;
Czy żyje wielki Baublis, w którego ogromie
Wiekami wydrążonym, jakby w dobrym domie,
Dwunastu ludzi mogło wieczerzać za stołem?
O Baublisie pisali również m.in.:
- poeci Antoni Edward Odyniec, Juliusz Słowacki[7],
- badacze: Mieczysław Jackiewicz, Teodor Narbutt[5].

## Literatura
- baublis, [w:] Encyklopedia PWN [online], Wydawnictwo Naukowe PWN [dostęp 2008-11-15].
- Encyklopedia Staropolska
- Mała encyklopedia leśna, PWN, Warszawa 1991,  ISBN 83-01-08938-5
- Szczepkowski A., Tomusiak R., Zarzynski P.; Ocena wybranych cech  dendrometrycznych Baublisa – najsłynniejszego dębu w literaturze polskiej.  2002. Sylwan nr 11
- Tomasz Kowalik, Wielkie sędziwe zielone pomniki, Gościniec nr 4 (8) 2002, ISSN 1642-0853 ()